# Turnau-Kralup-Prager Eisenbahn

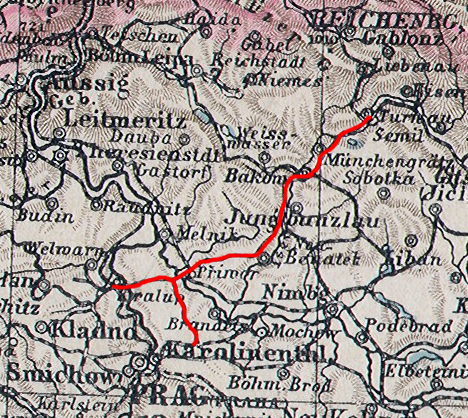
Die Strecken der TKPE

Die k.k. privilegierte Turnau-Kralup-Prager Eisenbahn (TKPE) war ein privates Eisenbahnunternehmen in Österreich, dessen Strecken im heutigen Tschechien lagen.

## Geschichte
Am 23. Oktober 1863 wurde den Herren Ernst Graf Waldstein, Hugo Fürst zu Thurn und Taxis, Friedrich Leitenberger, Adalbert Lanna, Franz Cerrini de Monte Marchi, Clemens Bachofen von Echt, Ludwig Weydelin, Friedrich Zdekauer Edler von Treukon, Alexander Schoeller, Johann Liebieg für J. Liebieg & Comp. und J.W. Beyer für Jg. F. Kolb „das Recht zum Baue und Betriebe einer Locomotiveisenbahn von Turnau in der Richtung über Jungbunzlau nach Kralup zur Verbindung der südnorddeutschen Verbindungsbahn mit der nördlichen Staatseisenbahn und der Buschtěhrader Bahn“ erteilt. Ferner wurde den Konzessionären das Vorrecht für eine Zweigbahn in Richtung Prag eingeräumt. Teil der Konzession war die Bedingung, den Bau spätestens nach einem Jahr ab Konzessionserteilung zu beginnen und die Strecke spätestens nach drei Jahren zu vollenden „und dem öffentlichen Verkehre zu übergeben“.
Am 15. Oktober 1865 wurde die Strecke eröffnet. Den Betrieb führte die TKPE selbst.
Am 20. August 1868 erhielt die Turnau-Kralup-Prager Eisenbahngesellschaft auch die Konzession für den Bau der Zweigbahn von Neratovice nach Prag. Teil dieser Konzession war die Bedingung, dass die neue Strecke „binnen einem Jahre nach der Eröffnung der Linie Gemünden–Prag der Kaiser-Franz-Joseph-Bahn vollendet sein“ muss. Eröffnet wurde die neue Linie am 28. Oktober 1871, noch vor der Strecke Gmünd–Prag der k.k. priv. Kaiser-Franz-Josephs-Bahn (KFJB). Diese war erst am 14. Dezember 1871 fertiggestellt.
Am 31. Dezember 1882 ging die TKPE in den Besitz der k.k. priv. Böhmischen Nordbahn (BNB) über.

## Strecken
Die Strecken der TKPE befanden sich nordöstlich von Prag:
- Prag Franz-Josephs-Bahnhof–Turnau
- Kralupp–Neratowitz